# Restaurationen i England
Restaurationen var genindførelsen af monarkiet og kong Karl 2.s af Huset Stuart tronbestigelse i 1660 efter den Engelske Borgerkrig. Kong Karl 1. var blevet afsat og henrettet. Karl 1.s søn Karl 2. flygtede til eksil i Frankrig, men kom tilbage. Tiden efter kaldes også for Restaurationen.
England med Wales, Skotland og Irland var i personalunion, og på trods af at kun England er med navnet, fandt Borgerkrigen og restaurationen også sted i Skotland og Irland.